# والت دیزنی رکوردز

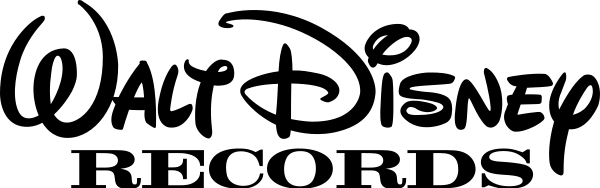
لوگوی شرکت والت دیزنی رکوردز

والت دیزنی ریکوردز شرکت تهیه و توزیع آثار صوتی و از اعضای گروه موسیقی دیزنی است. این شرکت تحت مالکیت شرکت اصلی، والت دیزنی است و به پیشنهاد روی دیزنی، برادر والت دیزنی تشکیل شد.

## پیوند
- وب‌گاه